# Mascagnia allopterys
Mascagnia allopterys är en tvåhjärtbladig växtart som först beskrevs av Giuseppe Giacinto Moris, och fick sitt nu gällande namn av W.R.Anderson. Mascagnia allopterys ingår i släktet Mascagnia och familjen Malpighiaceae. Inga underarter finns listade i Catalogue of Life.